# Austin Sperry
Austin Sperry (Oakland, 11 de mayo de 1978) es un deportista estadounidense que compitió en vela en la clase Star. Ganó una medalla de plata en el Campeonato Europeo de Star de 2002.

## Palmarés internacional
| \| Campeonato Europeo[n 1] \| Campeonato Europeo[n 1] \| Campeonato Europeo[n 1] \| Campeonato Europeo[n 1] \| \| Año \| Lugar \| Medalla \| Clase \| \| ----------------------- \| ----------------------- \| ----------------------- \| ----------------------- \| \| 2002 \| Génova (Italia) \| Medalla de plata \| Star \| |                 |                  |       |
| Campeonato Europeo |                 |                  |       |
| Año | Lugar           | Medalla          | Clase |
| 2002 | Génova (Italia) | Medalla de plata | Star  |

1. ↑  En algunas ediciones del Campeonato Europeo se permitió la participación de regatistas de otros continentes.